# WebExplorer
WebExplorer — это веб-браузер, разработанный для операционной системы IBM OS/2 в середине 1990-х годов. Он был одним из первых графических браузеров, предназначенных для этой платформы, и предоставлял пользователям возможность просматривать веб-страницы с поддержкой основных технологий того времени.

## История
WebExplorer был создан IBM и впервые включён в состав OS/2 Warp 3 (выпущенной в 1994 году) в качестве стандартного браузера. На момент своего появления он конкурировал с такими браузерами, как NCSA Mosaic и Netscape Navigator, но из-за ограниченного распространения OS/2 не получил широкой популярности.
В 1996 году IBM выпустила обновлённую версию WebExplorer 2, которая включала улучшенную поддержку HTML, встроенный почтовый клиент и другие новые функции. Однако к тому времени доминирующими браузерами стали Internet Explorer и Netscape, а поддержка WebExplorer со стороны IBM постепенно прекратилась.

## Особенности
- Поддержка HTML 2.0 (позже частично HTML 3.2).
- Встроенный FTP-клиент для загрузки файлов.
- Поддержка Java-апплетов (в поздних версиях).
- Интеграция с OS/2 Workplace Shell.

## Критика и наследие
WebExplorer критиковали за медленную работу, ограниченную поддержку современных (на тот момент) веб-стандартов и отсутствие совместимости с некоторыми сайтами. Несмотря на это, он остаётся частью истории раннего веба и OS/2.
В настоящее время WebExplorer представляет в основном исторический интерес, так как развитие браузера было прекращено, а OS/2 перестала поддерживаться IBM.